# Mitteladriatische Kultur
Mitteladriatische Kultur (it.: cultura medio-adriatica) ist ein archäologischer Sammelbegriff für die vorrömische Bevölkerung der Abruzzen in Italien.   

## Forschungsgeschichte

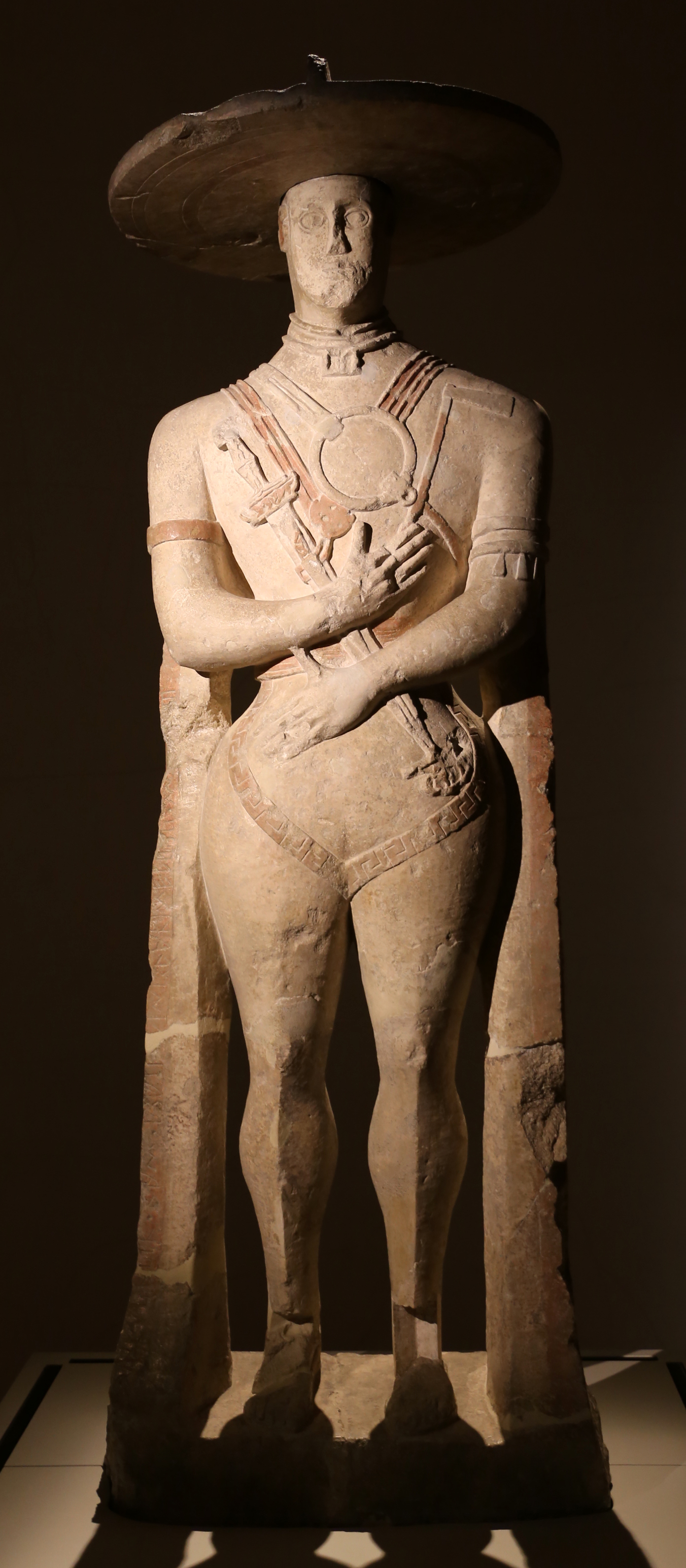
Der Krieger von Capestrano

Die wohl berühmteste Hinterlassenschaft der mitteladriatischen Kultur stellt eine Skulptur aus Kalkstein dar. Der sogenannte Krieger von Capestrano ist eine Grabstatue, die im eponymen Gräberfeld 1934 zusammen mit einem weiblichen Torso und Fragmenten von weiteren Statuen gefunden wurde, die heute im Museo Archeologico Nazionale in Chieti (AQ) aufbewahrt werden. Die zur Statue gehörige Bestattung ist unbekannt, auch wenn in der Folge durch eine intensive Grabungstätigkeit weite Teile der Nekropole von Capestrano mit ca. 200 Bestattungen freigelegt wurden. 
Bis in die 1990er Jahre war die Eisenzeit in den Abruzzen nur wenig erforscht. Bekannt waren lediglich das große Gräberfeld von Alfedena in den südlichen Abruzzen, dessen Fundgeschichte mit Ereignissen am Ende des Zweiten Weltkrieges verbunden ist, und der Bestattungsplatz von Campovalano in den nördlichen Abruzzen in der Nähe der Adria, dessen Grabinventare erst vor einigen Jahren systematisch vorgelegt wurden. 
Aufgrund der Ähnlichkeit der Grabausstattungen wurde in den 1970er Jahren von Valerio Cianfarani der Begriff mitteladriatische Kultur geprägt, der alle archäologischen Gruppen bzw. Stammesgruppen der Eisenzeit (7.–5. Jahrhundert v. Chr.) zwischen den Abruzzen und der Molise einbezieht. Genauer lässt sich die Abgrenzung beschreiben als das Gebiet zwischen den Flüssen Tronto im Norden, Biferno im Süden und den inneren Zentralapennin. Linguistisch betrachtet, bilden sie einen Teil der als Italiker bezeichneten Völker, die durch eine gemeinsame oskisch-umbrische Sprachfamilie verbunden sind.
Außerdem wird der Begriff mitteladriatische Kultur auch historisch und geographisch definiert, was zu Unklarheiten im Sprachgebrauch führte. Geographisch ist manchmal der gesamte ostadriatische Bereich vom Monte Conero bis zum Gargano (Apulien) gemeint, was somit auch die Marken (das ehemalige Picenum) miteinschließt, aber der ursprünglichen Begrifflichkeit Valerio Cianfaranis nicht entspricht. Das führte in letzter Zeit dazu, im Umkehrschluss das eindeutig geographisch und archäologisch definierte Gebiet der Picener bis in die Abruzzen auszudehnen, was weder archäologisch noch historisch zu begründen ist.
Spätestens seit dem 5. Jh. v. Chr. wird eine klare ethnische Differenzierung von Vertretern der beiden Gruppen selbst vorgenommen. So erscheint auf den Stelen, die 1974 in Penna Sant’Andrea im Gebiet um Teramo und Campovalano gefunden wurden, der Name Safin - (safinús, safinúm, safinas, safina), der in der südpicenischen Sprachgruppe sabinisch bedeutet, also die zu den Sabinern gehörigen Gemeinschaften. Im Gegensatz dazu wird auf den Inschriften der Stelen aus den heutigen Marken die Form púpún- verwendet - was picenisch bedeutet.
Der Begriff mitteladriatische Kultur bleibt aber letztendlich ein Kunstbegriff, der den einzelnen facies bzw. archäologischen Gruppen nur zum Teil gerecht wird, da sie, wie neuere Forschungen zeigen, weitaus größere Unterschiede zueinander besitzen. Solange aber keine bessere Alternative gefunden ist, sollte der Begriff verwendet werden, um die abruzzesischen Stämme von den Picenern abzugrenzen.

## Ausgrabungen
Durch die fortschreitende Industrialisierung und touristische Erschließung der zuvor rein landwirtschaftlich genutzten Flächen in den Abruzzen kommen bis heute immer mehr archäologische Hinterlassenschaften zu Tage, die unsere Vorstellung von der abruzzesischen Eisenzeit stark wandeln. 
Von diesen forschungsbedingten Veränderungen ist vor allem der nordwestliche Raum betroffen. Die Ausgrabungen in der Provinz L’Aquila haben bis jetzt mehr als zehn neue Gräberfelder erbracht, die sich von Montereale bis nach Capestrano verteilen. Charakteristisch für die Nekropolen, die in den Flusstälern des Aterno-Pescara angelegt worden sind, ist der lange, meist ununterbrochene Belegungszeitraum, der von der frühen Eisenzeit bis in die römische Kaiserzeit reicht. 
Als erstes vorrömisches Gräberfeld wurde Fossa vollständig vorgelegt, ein Bestattungsplatz mit bislang 600 entdeckten Gräbern, wovon circa 150 in die ältere Eisenzeit datieren.
Überlieferte Stammesnamen
In den Abruzzen werden folgende italische Stämme zur mitteladriatischen Kultur gerechnet, die allerdings erst ab dem 3. Jh. v. Chr. eindeutig als Ethnien bezeugt sind: Vestiner, Prätuttier, Aequer, Marser, Päligner, Marruciner, Frentaner, Caracener, Pentrer. Aus den Stämmen der südlichen Abruzzen und der Molise entstanden im 5. Jh. v. Chr. die Samniten.